# Top Hits
Top Hits es el primer álbum de grandes éxitos de la cantante mexicana Paulina Rubio, publicado el 18 de julio de 2000 por el sello discográfico EMI Latin. El disco se publicó en dos ediciones diferentes: la versión estándar y la versión limitada, esta última contenía dos remezclas que incorporaban elementos de los sencillos más importantes de la cantante con EMI, y se añadió el tema «Será Entre Tú Y Yo», que fue publicado originalmente en el álbum de los Juegos Olímpicos de Atlanta Voces Unidas (1996). 
El álbum recibió críticas positivas por parte de la crítica musical. El portal Allmusic consideró que Top Hits aporta lo mejor de Paulina Rubio, antes de dar el salto con su primer disco en inglés con Border Girl (2002). Comercialmente hablando, tuvo un rendimiento modesto en las listas musicales de los álbumes más vendidos en España, a pesar la nula promoción. 

## Material
El álbum consta de los sencillos más exitosos de Paulina Rubio con EMI, que forman parte de sus primeros cuatro discos: «Mío», «Amor De Mujer» y «Sabor A Miel», de La Chica Dorada (1992); «Nieva, Nieva», «Él Me Engañó» y «Asunto De Dos», de 24 Kilates (1993); «Te Daría Mi Vida», «Nada De Ti», «Hoy Te Dejé De Amar» y «Bésame En La Boca», de El Tiempo Es Oro (1995); y, «Siempre Tuya Desde La Raíz», «Solo Por Ti» y «Enamorada» de Planeta Paulina (1996). El nuevo material del álbum, que se incluyó por primera vez en un disco de grandes éxitos de la cantante comienza con la canción «Será Entre Tú Y Yo», escrita por Marco Flores y producida por Óscar Mediavilla, publicada anteriormente para el álbum Voces Unidas de los Juegos Olímpicos de Verano en Atlanta de 1996 y el «enérgico y rítmico» tema final «Megahits» incorpora elementos de los sencillos de mayor éxito comercial de la cantante, remezclados y producidos por DJ Eduardo Posadas.

## Recepción

### Crítica
Drago Bonacich de Allmusic opinó que la colección de grandes éxitos de la cantante «comprende más de una década de baladas románticas y canciones dance/pop», y explicó que «Top Hits trae lo mejor de Paulina Rubio, antes de cruzar con su primer single en inglés llamado 'Sexual Lover'». Finalmente callificó el álbum con tres sobre cinco estrellas.

## Lista de las canciones
| Top Hits — Edición estándar |                              |                                               |                                   |          |  |
| N.º                         | Título                       | Escritor(es)                                  | Productor(es)                     | Duración |  |
| 1.                          | «Mío»                        | José Ramón Flórez · Cesar Valle               | José Ramón Flórez · Miguel Blasco | 3:44     |  |
| 2.                          | «Amor De Mujer»              | Flórez · Valle · Gian Pietro Felisatti        | Blasco                            | 3:53     |  |
| 3.                          | «Sabor A Miel»               | Flórez · Valle                                | Blasco                            | 3:33     |  |
| 4.                          | «Nieva, Nieva»               | Carlos Sánchez · Valle                        | Blasco                            | 3:31     |  |
| 5.                          | «Él Me Engañó»               | Don Matamoros · Valle                         | Don Matamoros · Blasco            | 4:09     |  |
| 6.                          | «Asunto De Dos»              | Flórez · Fredy Marugán                        | Blasco                            | 3:40     |  |
| 7.                          | «Te Daría Mi Vida»           | Sánchez · Valle                               | Blasco                            | 4:14     |  |
| 8.                          | «Nada De Ti»                 | Marco Flores                                  | Marco Flores                      | 3:31     |  |
| 9.                          | «Hoy Te Dejé De Amar»        | Flores                                        | Flores                            | 3:55     |  |
| 10.                         | «Siempre Tuya Desde La Raíz» | Karla Aponte · Cesar Lemos · Rodolfo Castillo | Flores                            | 4:41     |  |
| 11.                         | «Solo Por Ti»                | Flores                                        | Flores                            | 4:16     |  |
| 12.                         | «Enamorada»                  | Paulina Rubio · Valle                         | Paulina Rubio · Flores            | 3:29     |  |
| 13.                         | «Bésame En La Boca»          | Adrián Posse · Didi Gutman                    | Adrián Posse                      | 3:53     |  |
| 14.                         | «Será Entre Tú Y Yo»         | Flores                                        | Oscar Mediavilla                  | 3:53     |  |
| 54:50                       |                              |                                               |                                   |          |  |

| Top Hits — Edición especial |                               |                                                                       |                 |          |  |
| N.º                         | Título                        | Escritor(es)                                                          | Productor(es)   | Duración |  |
| 15.                         | «Megahits» (Radio Version)    | Flórez · Valle · Sánchez · Aponte · Lemos · Castillo · Flores         | Eduardo Posadas | 4:46     |  |
| 16.                         | «Megahits» (Extended Version) | Flórez · Valle · Sánchez · Aponte · Lemos · Castillo · Rubio · Flores | Posadas         | 8:56     |  |
| 69:17                       |                               |                                                                       |                 |          |  |